# Cromosoma 21

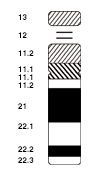
Cromátida del cromosoma 21.

El cromosoma 21 es uno de los 23 pares de cromosomas del cariotipo humano. La población posee, en condiciones comunes, dos copias de este cromosoma, uno heredado de la madre y uno del padre durante la reproducción sexual. La identificación de genes en cada uno de los cromosomas es obtenida por medio de diferentes métodos, lo que da lugar a pequeñas variaciones en el número de genes estimados en cada cromosoma, según el método utilizado. 
El cromosoma 21 es el autosoma humano más pequeño, conteniendo alrededor de cuarenta y siete millones de nucleótidos, que representan alrededor del 1,5 % del contenido total de ADN en la célula.
En el año 2000, investigadores que trabajaban en el Proyecto Genoma Humano anunciaron que habían determinado la secuencia de los pares de bases que componen este cromosoma. El cromosoma 21 fue el segundo cromosoma humano en ser totalmente secuenciado por dichas investigaciones.

## Genes

### Número de genes
| Base de datos | Genes codificantes de proteínas | ADN no codificante | Pseudogenes | Fecha      | Ref.               |
| ------------- | ------------------------------- | ------------------ | ----------- | ---------- | ------------------ |
| CCDS          | 212                             | --                 | --          | 26/10/2022 | [ 2 ]              |
| HGNC          | 215                             | 193                | 194         | 11/04/2025 | [ 5 ]              |
| Ensembl       | 221                             | 450                | 184         | 13/05/2024 | [ 6 ]              |
| UniProt       | 242                             | --                 | --          | 05/02/2025 | [ 7 ]              |
| NCBI          | 238                             | 317                | 218         | 23/08/2024 | [ 8 ] [ 9 ] [ 10 ] |

Algunos de estos genes son:
- APP: proteína precursora beta amiloide (A4) (peptidasa nexina-II, enfermedad de Alzheimer)
- CBS: cistationina-beta-sintasa
- CLDN14: claudina 14
- HLCS: holocarboxilasa sintetasa (biotin-(proprionil-Coenzima A-carboxilasa (ATP-hidrolizante)) ligasa)
- KCNE1: canal de potasio activado por voltaje, familia relacionada con Isk, miembro 1
- KCNE2: canal de potasio activado por voltaje, familia relacionada con Isk, miembro 1

## Enfermedades relacionadas
Las siguientes enfermedades son algunas de las relacionadas con genes en el cromosoma 21:
- Enfermedad de Alzheimer.
- Esclerosis lateral amiotrófica.
- Síndrome de Down.
- Deficiencia de holocarboxilasa sintetasa.
- Homocistinuria.
- Síndrome del QT largo.
- Deficiencia de adhesión leucocitaria
- Sordera no sindrómica.
- Sordera no sindrómica, autosómica recesiva.
- Síndrome de Romano-Ward.
- Trastorno afectivo bipolar.

## Condiciones cromosómicas

La trisomía en el par cromosómico 21 en los humanos ocasiona el síndrome de Down

Las siguientes condiciones están causadas por cambios en la estructura o número de copias del cromosoma 21:
- Cánceres: Reorganizaciones (translocaciones) de material genético entre el cromosoma 21 y otros cromosomas han sido asociados con diversos tipos de cáncer. Por ejemplo, leucemia linfoblástica aguda (un tipo de cáncer sanguíneo más comúnmente diagnosticado en la infancia) ha sido asociado con una translocación entre los cromosomas 12 y 21. Otra forma de leucemia, leucemia mieloide aguda, ha sido asociada con una translocación entre los cromosomas 8 y 21.

En un pequeño porcentaje de los casos, el síndrome de Down es causado por una reorganización del material cromosómico entre el cromosoma 21 y otro cromosoma. Como resultado, la persona posee el usual par de copias del cromosoma 21, más material extra del cromosoma 21 unido a otro cromosoma.
Los investigadores creen que las copias extra de los genes en el cromosoma 21 corrompen el curso del desarrollo normal, causando las características típicas del síndrome de Down y el incremento en el riesgo de problemas médicos asociados con este desorden.
- Otros cambios en el número o estructura del cromosoma 21 pueden tener una variedad de efectos, incluyendo retraso mental, desarrollo tardío, y características faciales determinadas. En algunos casos, los signos y síntomas son similar a los del síndrome de Down. Cambios en el cromosoma 21 incluyen la pérdida de un segmento del cromosoma en cada célula (monosomía parcial 21) y una estructura circular llamada cromosoma 21 anular. Un cromosoma anular ocurre cuando ambos extremos del cromosoma roto son unidos.
- Se descubrió que la duplicación en el locus de la proteína precursora amiloidea (el segmento duplicado varía en longitud, pero incluye APP) en el cromosoma 21 causaba enfermedad de Alzheimer prematura en un set de familias francesas (Rovelet-Lecrux et al.) y neerlandesas (Sleegers et al.). En comparación con la enfermedad de Alzheimer causada por mutaciones sin sentido en APP, la frecuencia de la enfermedad de Alzheimer causada por duplicaciones de APP es significativa. Todos los pacientes que tienen una copia extra del gen APP gene debido a la duplicación del locus sufren enfermedad de Alzheimer con angiopatía amiloide cerebral severa.